# Исимару, Хироя
Хироя Исимару (яп. 石丸博也 Исимару Хироя, род. 12 февраля, 1941, префектура Мияги) — японский сэйю. Наиболее известен озвучиванием Кодзи Кабуто во франшизе Mazinger.

## Позиции в Гран-при журнала Animage
- 1980 год — 20-е место в Гран-при журнала Animage, в номинации на лучшую мужскую роль[1]

## Роли в аниме
- 1972 год — Мазингер Зет (ТВ) (Кодзи Кабуто);
- 1973 год — Мазингер Зет — Фильм (Кодзи Кабуто);
- 1973 год — Мазингер Зет против Человека-дьявола (Кодзи Кабуто);
- 1974 год — Мазингер Зет против доктора Хелла (Кодзи Кабуто);
- 1975 год — Yuusha Raideen (Гильдин);
- 1975 год — Инопланетный робот Грендайзер (ТВ) (Кодзи Кабуто);
- 1975 год — Инопланетный робот Грендайзер — Фильм (Кодзи Кабуто);
- 1976 год — Великий морской монстр (Кодзи Кабуто);
- 1976 год — Инопланетный робот Грендайзер: Битва на закате (Кодзи Кабуто);
- 1978 год — Конан — мальчик из будущего (ТВ) (Орло);
- 1979 год — Kaitou Lupin: 813 no Nazo (Марко);
- 1979 год — SF Saiyuuki Starzinger II (Куго);
- 1980 год — Достичь Терры (фильм) (Сэм Хаустон);
- 1981 год — Bremen 4: Jigoku no Naka no Tenshi-tachi (Аллегро);
- 1981 год — Rokushin Gattai God Mars TV (Кэндзи Асука);
- 1985 год — Choujuu Kishin Dancougar (Доктор Котаро Хадзуки);
- 1986 год — Приключения Боско (Тутти);
- 1987 год — Кризис каждый день (Отец Силии);
- 1987 год — Transformers: Headmasters (Родимус);
- 1988 год — Легенда о героях Галактики: Мне покорится море звезд (фильм первый) (Карл-Роберт Штайнметц);
- 1988 год — Заклинатель Кудзяку OVA-1 (Онимару (эп. 1));
- 1988 год — Легенда о героях Галактики OVA-1 (Карл-Роберт Штайнметц);
- 1989 год — Jungle Book: Shounen Mowgli (Багира);
- 1990 год — Кибер-город Оэдо 808 (Сэнгоку);
- 1990 год — Городской охотник (фильм третий) (Даглас);
- 1992 год — Little Twins (Тоттэму);
- 1992 год — Little Twins: Bokura no Natsu ga Tondeiku (Тоттэму);
- 1994 год — Nanatsu no Umi no Tico (Гейл);
- 1998 год — Сумерки Повелителя Тьмы (Тэнку);
- 1999 год — ГАНДАМ: Объединение (ТВ) (Агриппа / Маллиган);
- 2000 год — SIN: Создатели монстров (Джон Армак);
- 2001 год — Мазинкайзер OVA-1 (Кодзи Кабуто);
- 2001 год — Нуар (Мадран);
- 2002 год — Данте, властелин демонов (Голос за кадром);
- 2003 год — Мазинкайзер OVA-2 (Кодзи Кабуто);
- 2003 год — Однажды в Токио (Ясуо);
- 2006 год — Сильнейший в истории ученик Кэнъити (Апатяи Хопатяи);
- 2021 год — One Piece (Кодзуки Одэн);